# Odugligsjön, Ångermanland
Odugligsjön är en sjö i Strömsunds kommun i Ångermanland och ingår i Ångermanälvens huvudavrinningsområde. Sjön har en area på 0,443 kvadratkilometer och ligger 546,1 meter över havet.

## Delavrinningsområde
Odugligsjön ingår i det delavrinningsområde (715027-147796) som SMHI kallar för Inloppet i Stortjärnen. Medelhöjden är 559 meter över havet och ytan är 13,63 kvadratkilometer. Det finns inga avrinningsområden uppströms utan avrinningsområdet är högsta punkten. Vattendraget som avvattnar avrinningsområdet har biflödesordning 4, vilket innebär att vattnet flödar genom totalt 4 vattendrag innan det når havet efter 250 kilometer. Avrinningsområdet består mestadels av skog (84 procent). Avrinningsområdet har 0,62 kvadratkilometer vattenytor vilket ger det en sjöprocent på 4,6 procent.